# 二圣镇
二圣镇，是中华人民共和国重庆市巴南區下辖的一个乡镇级行政单位。

## 行政区划
二圣镇下辖以下地区：
二圣社区、邓家坝村、幸福村、巴山村、王家河村、集体村和中坪村。